# Савез синдиката Југославије
Савез синдиката Југославије (скраћено: ССЈ; мкд. Сојуз на синдикатите на Југославија; словен. Zveza sindikatov Jugoslavije) била је синдикална и друштвено-политичка организација која је од 1945. до 1990. окупљала деловање свих синдиката у Социјалистичкој Федеративној Републици Југославији. 
Формиран је јануара 1945. под именом Једиствени синдикат радника и намештеника Југославије (ЈСРНЈ), а на Првом конгресу  октобра 1948. променио је назив у Савез синдиката. На Једанаестом конгресу, одржаном јуна 1990. применио је назив у Савез самосталних синдиката Југославије (СССЈ), окупљајући синдикате који су деловали на југословенским републикама (изузев Словеније и Хрватске), а услед распада Југославије, наставио је деловање у СР Југославији.
Као и све остале друштвено-политичке организације у СФРЈ био је део Социјалистичког савеза радног народа Југославије. 

## Историјат
Након замирања синдикалног покрета у Југославији после окупације 1941. године, једини синдикат који је деловао у окупираној Југославији био је „Делавска енотност“, на ослобођеној територији у Словенији.
На земаљској конференцији у Београду, од 23. до 25. јануара 1945. године, обновљена је синдикална организација и створени Јединствени синдикати радника и намештеника Југославије (ЈСРНЈ). ЈСРНЈ је на свом Првом конгресу, одржаном од 24. до 28. октобра 1948. године, променио име у Савез синдиката Југославије (ССЈ). Организовани на принципима добровољности, те организационе и финансијске самосталности, синдикати су имали значајну улогу у обнови земље, реконструкцији индустрије и изградњи социјализма.
ССЈ је по правилу сваке четврте до пете године одржавао конгрес. Посебне етапе у развоју синдиката представљали су Трећи конгрес (1955), Четврти конгрес (1959) и Пети конгрес (1964).
Увођењем радничког самоуправљања 1950. године, те преношењем многих функција државе на разне самоуправне органе, синдикална организација је почела да делује као друштвено-политичка организација радног колектива која пружа помоћ радничком органу управљања, те покреће раднике и службенике на извршење задатака и мера које би донео орган радничког самоуправљања.
ССЈ је 1957. године био главни нослиац припреме и организације Првог конгреса радничких савета Југославије.
Године 1990, Савез синдиката Југославије престао је да делује услед општег стања, а рад републичких огранака наставили су синдикати под старим или новим именом.

## Међународне везе
Године 1945, након обнове рада синдиката у Југославији, успостављена је и њихова међународна активност. Општеземаљска синдикална конференција подржала је англо-руски комитет за стварање Међународне синдикалне федерације, изабрала делегацију која је присуствовала конференцији (6 — 17. фебруар 1945. у Лондону) и оснивачком конгресу Светске синдикалне организације (27. децембар — 8. октобар 1945. у Паризу) на коме је у Извршни одбор ССФ био изабран Ђуро Салај, као представник синдиката земаља југоисточне Европе.
Након Резолуције Информбироа 1948, ССЈ је 1950. године иступио из ССФ-а услед сталног шиканирања и дискриминаторских поступака од стране ССФ и синдиката земаља источне Европе. ССЈ од тада није био члан ниједне светске синдикалне организације, али је активно учествовао у раду Међународне организације рада и УНЕСКО-а.

## Организација
Савез синдиката Југославије темељио се:
- на самосталном постојању шест синдиката:
  - Синдикат радника индустрије и рударства
  - Синдикат грађевинских радника
  - Синдикат радника пољопривреде, прехрамбене и дуванске индустрије
  - Синдикат радника услужних делатности
  - Синдикат радника саобраћаја и веза
  - Синдикат радника друштвених делатности (просветни, културно-уметнички, здравствени радници и бивши државни службеници)
- на заједничком деловању руководства Савеза синдиката од општине преко среза и републике до федерације, који обедињавају, координирају и усмеравају делатност синдиката руководећи се општим интересима радничке класе.

За руковођење синдикалним организацијама, статутом ССЈ била су одређена два органа: конгрес и Централно веће. Конгрес ССЈ сазивао је Централно веће најмање једном у четири године. Конгрес ССЈ сачињавали су делегати, које су бирали синдикати на својим конгресима, односно на републичким или општинским скупштинама.

## Конгреси и Конференције
- Прва опште земаљска конференција Јединствених синдиката радника и намештеника Југославије — одржана у Београду од 23. до 25. јануара 1945.[2]
- Први конгрес Јединствених синдиката радника и намештеника Југославије — одржан у Београду од 24. до 26. октобра 1948.[3]
- Други конгрес Савеза синдиката Југославије — одржан у Загребу од 6. до 8. октобра 1951.[4]
- Трећи конгрес Савеза синдиката Југославије — одржан у Сарајеву од 5. до 7. маја 1955.[5]
- Четврти конгрес Савеза синдиката Југославије — одржан у Београду од 23. до 26. априла 1959.[6]
- Пети конгрес Савеза синдиката Југославије — одржан у Београду од 20. до 24. априла 1964.[7]
- Шести конгрес Савеза синдиката Југославије — одржан у Београду од 26. до 29. јуна 1968.[8]
- Седми конгрес Савеза синдиката Југославије — одржан у Београду од 17. до 20. децембра 1974.[9]
- Осми конгрес Савеза синдиката Југославије — одржан у Београду од 21. до 23. новембра 1978.[10]
- Девети конгрес Савеза синдиката Југославије — одржан у Београду од 11. до 13. новембра 1982.
- Десети конгрес Савеза синдиката Југославије — одржан у Београду од 29. до 31. маја 1986.
- Једанаести конгрес Савеза синдиката Југославије — одржан у Београду 1. и 2. јуна 1990.

## Председници
| сазив                             | рб                         | име и презиме                         | п. мандата         | к. мандата         | трајање мандата    | напомена               | реф    |
| --------------------------------- | -------------------------- | ------------------------------------- | ------------------ | ------------------ | ------------------ | ---------------------- | ------ |
| Оснивачка конференција 1945—1948. | 1                          | Ђуро Салај (1889—1958)                | 27. јануар 1945.   | 26. октобар 1948.  | 13 година, 70 дана |                        |        |
| Први конгрес 1948—1951.           | 1                          | Ђуро Салај (1889—1958)                | 26. октобар 1948.  | 8. октобар 1951.   | 13 година, 70 дана |                        |        |
| Други конгрес 1951—1955.          | 1                          | Ђуро Салај (1889—1958)                | 8. октобар 1951.   | 7. мај 1955.       | 13 година, 70 дана |                        |        |
| Трећи конгрес 1955—1959.          | 1                          | Ђуро Салај (1889—1958)                | 7. мај 1955.       | 7. април 1958.     | 13 година, 70 дана |                        |        |
| Трећи конгрес 1955—1959.          | 2                          | Светозар Вукмановић Темпо (1912—2000) | 7. април 1958.     | 26. април 1959.    | 9 година, 3 дана   |                        |        |
| Четврти конгрес 1959—1964.        | 2                          | Светозар Вукмановић Темпо (1912—2000) | 26. април 1959.    | 24. април 1964.    | 9 година, 3 дана   |                        |        |
| Пети конгрес 1964—1968.           | 2                          | Светозар Вукмановић Темпо (1912—2000) | 24. април 1964.    | 10. април 1967.    | 9 година, 3 дана   |                        |        |
| Пети конгрес 1964—1968.           | 3                          | Душан Петровић Шане (1914—1977)       | 10. април 1967.    | 29. јун 1968.      | 7 година, 44 дана  |                        |        |
| Шести конгрес 1968—1974.          | 3                          | Душан Петровић Шане (1914—1977)       | 29. јун 1968.      | 24. мај 1974.      | 7 година, 44 дана  |                        |        |
| Шести конгрес 1968—1974.          | 4                          | Мика Шпиљак (1916—2007)               | 24. мај 1974.      | 20. децембар 1974. | 5 година, 364 дана |                        |        |
| Седми конгрес 1974—1978.          | 4                          | Мика Шпиљак (1916—2007)               | 20. децембар 1974. | 23. новембар 1978. | 5 година, 364 дана |                        |        |
| Осми конгрес 1978—1982.           | 4                          | Мика Шпиљак (1916—2007)               | 23. новембар 1978. | 21. април 1979.    | 5 година, 364 дана |                        |        |
| Осми конгрес 1978—1982.           | 4                          | Мика Шпиљак (1916—2007)               | 21. април 1979.    | 22. мај 1980.      | 5 година, 364 дана | СР Хрватска            |        |
| Осми конгрес 1978—1982.           | 5                          | Миран Потрч (1938—2023)               | 22. мај 1980.      | 20. мај 1981.      | 363 дана           | СР Словенија           |        |
| Осми конгрес 1978—1982.           | 6                          | Раде Галеб (1927—1989)                | 20. мај 1981.      | 24. мај 1982.      | 4 дана             | СР Босна и Херцеговина |        |
| Осми конгрес 1978—1982.           | 7                          | Богољуб Недељковић (1920—1986)        | 24. мај 1982.      | 24. мај 1983.      | 1 година, 0 дана   | САП Косово             | [ 11 ] |
| Девети конгрес 1982—1986.         | 7                          | Богољуб Недељковић (1920—1986)        | 24. мај 1982.      | 24. мај 1983.      | 1 година, 0 дана   | САП Косово             |        |
| 8                                 | Стојан Стојчевски (1931—)  | 24. мај 1983.                         | 22. мај 1984.      | 364 дана           | СР Македоније      |                        |        |
| 9                                 | Душан Богданов (1921—2012) | 22. мај 1984.                         | 22. мај 1985.      | 1 година, 0 дана   | САП Војводина      |                        |        |
| 10                                | Лазар Ђођић (1936—2016)    | 22. мај 1985.                         | 31. мај 1986.      | 1 година, 9 дана   | СР Црна Гора       |                        |        |
| Десети конгрес 1986—1990.         | 11                         | Марија Тодоровић (1939—2022)          | 31. мај 1986.      | 29. мај 1987.      | 363 дана           | СР Србија              |        |
| Десети конгрес 1986—1990.         | 12                         | Звонимир Храбар                       | 29. мај 1987.      | 2. јун 1988.       | 1 година, 4 дана   | СР Хрватска            |        |
| Десети конгрес 1986—1990.         | 13                         | Марјан Орожен (1931—2015)             | 2. јун 1988.       | 30. мај 1989.      | 362 дана           | СР Словенија           |        |
| Десети конгрес 1986—1990.         | 14                         | Анђелко Васић (1937—2018)             | 30. мај 1989.      | 1. јун 1990.       | 1 година, 2 дана   | СР Босна и Херцеговина |        |